# Artur Ullrich
Artur Ullrich, né à Arkhangelsk en Union soviétique, le 10 octobre 1957, est un footballeur est-allemand qui évoluait au poste de défenseur. 
Il remporte la médaille d'argent aux Jeux olympiques de 1980.